# VC Schwerte
Mit VC Schwerte wird sowohl der 1. VC Schwerte 1968 e. V. als auch der Nachfolgeverein VC Schwerte 02 e. V. bezeichnet.
Der VC Schwerte 02 e. V. ist wie auch sein Vorgänger, abgesehen von einer Hobby-Mixed-Mannschaft, ein reiner, leistungsorientierter Frauen-Volleyballverein in Schwerte.

## Geschichte
Der VC Schwerte 1968 e. V. spielte bis zu seiner Insolvenz und Auflösung im Jahr 2001 erfolgreich im Frauen- und weiblichen Jugendbereich Volleyball. Dank eines, wenn auch viel kritisierten, streng leistungsbezogenen Konzepts der Eheleute Alfred und Dagmar Berg erzielte der Verein beachtliche Erfolge. Zahlreiche Nationalspielerinnen spielten in dieser Zeit in Schwerte: Heidi Keil, Silvia Meiertöns, Christa Schubert, Ruth Holzhausen, Marina Staden, Birgitta Rühmer, Alexandra Ludwig, Sabine Nasarow, Susanne Köster, Stefani Legall, Michaela Vosbeck, Claudia Wildhardt, Susanne Schlarmann, Ines Pianka, Maike Friedrichsen, Johanna Reinink und andere. Kurz vor seinem wirtschaftlichen Niedergang benannte sich der Verein, dem neuen Hauptsponsor entsprechend, in VEW Telnet Schwerte um.
Der VC Schwerte 02 e. V. wurde im Jahr 2002 gegründet, um mit einem Neuanfang die Tradition des Leistungsvolleyballs in Schwerte fortzusetzen, nachdem der 1. VC Schwerte 1968 e. V, finanziell gescheitert war. Zielsetzung waren einerseits leistungsorientierten Volleyball in Schwerte zu fördern, andererseits die konzeptionellen und wirtschaftlichen Fehler des Vorgängervereins nicht zu wiederholen.
Nach Jahren in der Regionalliga gelang der VC Schwerte 02 e. V. in der Saison 2006/07 der Aufstieg in die 2. Volleyball-Bundesliga Nord. Trotz einiger Siege in der Hinrunde konnte die Mannschaft das Niveau der Liga nicht halten. Nach dem Abstieg zerfiel die Mannschaft, und der Verein verzichtete auf das Spielrecht in der Regionalliga. Da sich zuvor bereits die Zweitvertretung aufgelöst hatte, startete der VC Schwerte 02 e. V. in der Saison 2007/08 nur noch in der Verbandsliga.
Am 28. April 2014 einigten sich die Mitglieder der beiden Schwerter Volleyball Vereine (VC Schwerte 02 und VV Phönix Schwerte) auf eine Fusion und agieren seit der Saison 2014/15 als gemeinsamer Verein unter dem Namen VV Schwerte.

## Erfolge
Der 1. VC Schwerte 1968 e. V. war mehrfach Deutscher Volleyball-Meister (1978 und 1979) und DVV-Pokal-Sieger (1977, 1978, 1980 und 1998). Ferner gewannen die Jugendmannschaften des Vereins (u. a. mit Silke Raith, Katharina Schulte, Stefanie Brauckhoff, Claudia Peters, Julia Schlecht, Sabine Biermann, Katrin Voss, Wiebke Raith, Angela Lutz, Nadine Frohn, Heidi Biermann, Miriam Meyer, Maren Lamschik und Mareen Pangritz) über viele Jahre hinweg die Westdeutschen und Deutschen Meisterschaften.
Dem VC Schwerte 02 e. V. gelang im Jahr 2006 der Aufstieg in die 2. Bundesliga Nord.